# Брикстон (Девон)
Брикстон (англ. Brixton) — населённый пункт в Англии, в графстве Девон. Расположен рядом с автомагистралью A379, в 9,7 км от Плимута. Население — 1207 человек.